# Marco 1

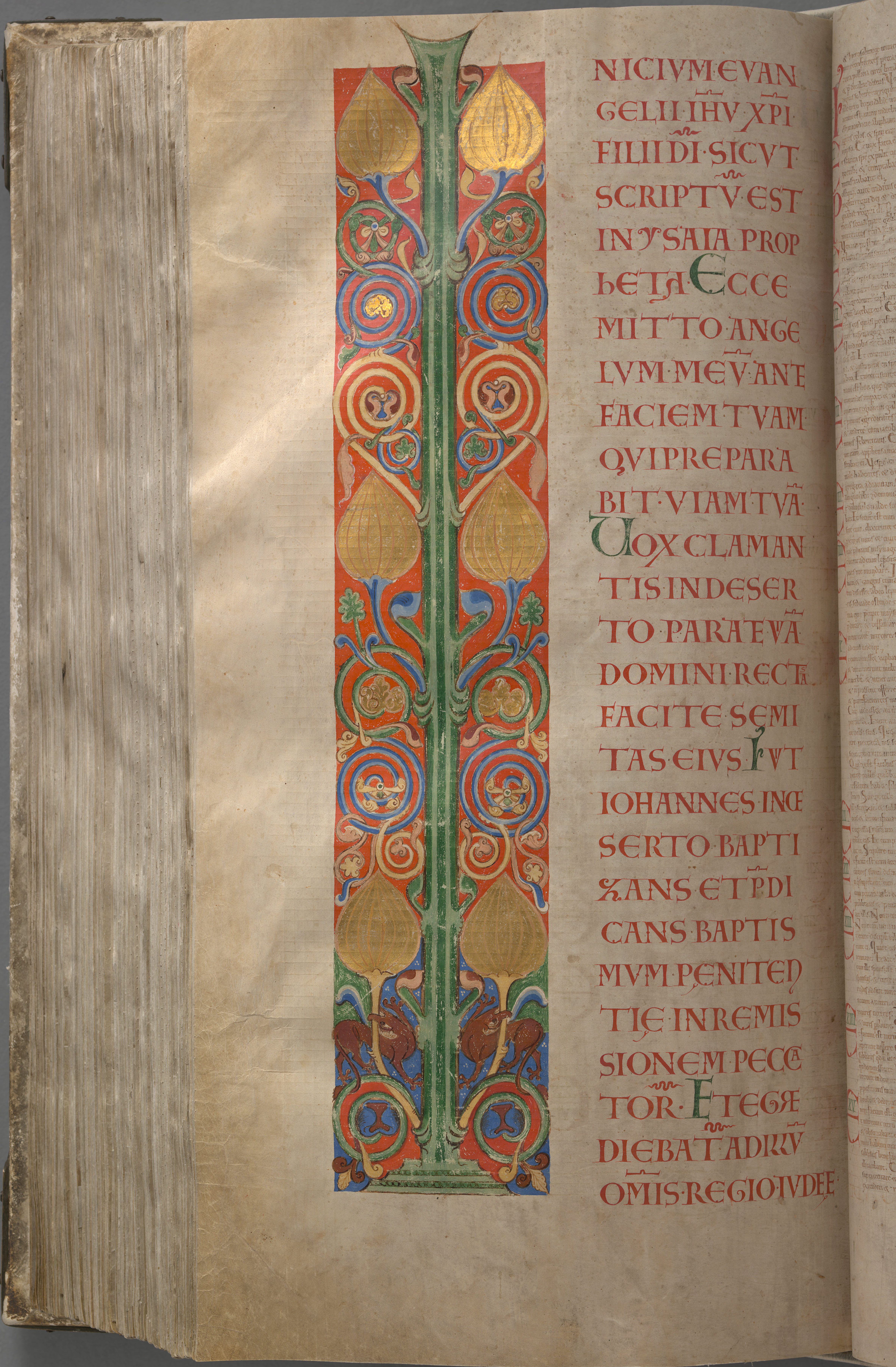
Marco 1, 1–5 (latino) nel Codex Gigas (XIII secolo)

Marco 1 è il primo capitolo del vangelo secondo Marco nel Nuovo Testamento.

## Testo
Il testo originale venne scritto in greco antico. Questo capitolo è diviso in 45 versi.

### Testimonianze scritte
Tra le principali testimonianze documentali di questo capitolo vi sono:
- Papiro 137 (II/III secolo; versetti 7–9, 16–18)[1]
- Codex Vaticanus (325-350)
- Codex Sinaiticus (330-360; omesso il versetto 33)
- Codex Bezae (~400)
- Codex Washingtonianus (~400)
- Codex Alexandrinus (400-440)
- Codex Ephraemi Rescriptus (~450; versetti 18-45)

## Apertura: versetto 1
L'inizio del vangelo di Gesù Cristo, il Figlio di Dio
I versi di apertura del vangelo di Marco sono singolari in quanto, dalla prima riga, mettono in chiaro il credo dell'evangelista. Lo studioso americano Robert J. Miller ha tradotto tale frase come "La buona novella di Gesù l'Unto", sulla base del fatto che la parola greca χριστου significhi "unto" e che la frase υιου του θεου non sia sempre presente nelle traduzioni. L'"inizio" può riferirsi all'inizio del libro, o del verso, o della storia di Gesù in quanto Marco è in procinto di iniziare a narrare la storia di Gesù al suo lettore, ma non è intenzionato a scriverne l'intera biografia.
Dicendo che Gesù è l'Unto, Marco dichiara che Gesù è il Messia, il successore di re Davide. Marco utilizza sempre la parola "Cristo" che è derivata dalla traduzione greca, ma non usa mai la parola "Messia" (Μεσσίας) che è derivata dalla traslitterazione greca della parola aramaica "Messiah". "Figlio di Dio" è visto come sinonimo di Messia ma con un'accezione più politica, in questo caso "re dei Giudei", ma anche come espressione della sua divinità. La "buona novella" può riferirsi sia a Gesù, sia al Vangelo, sia a entrambi.
Nella sua Introduction to the Old Testament in Greek, Henry Barclay Swete, nelle pagine 456–457, riporta:
"Εὐαγγέλιον [Buona novella o Vangelo] nel Septuaginta è una parola unicamente plurale, e pertanto solo nel senso classico è una "ricompensa per le buone cose" (2 Samuele 4,10) [anche 2 Samuele 18,20, 2 Samuele 18,22, 2 Samuele 18,25-27, 2 Re 7,9] ed è per prima cosa abbinata al messaggio messianico (Marco 1,1; 1,14), probabilmente derivando il nuovo significato dall'uso della parola εὐαγγέλίζεσθαι in Isaia 40,9; 52,7; 60,6; 61,1."
Alcuni antichi manoscritti (come il Codex Koridethi (Θ; 038), Minuscola 28) omettono la parola "Figlio di Dio", ma Wasserman ne ha concluso che questa omissione sia da considerarsi accidentale.

## Annuncio dei profeti

### Versetti 2–3
2. Come è scritto nel profeta Isaia:
"Ecco, io mando il mio messaggero davanti a te,
egli ti preparerà la strada."
3. "Voce di uno che grida nel deserto:
"preparate la strada del Signore,
raddrizzate i suoi sentieri,"
Nei testi antichi in lingua greca di Marco, editi tra gli altri da Westcott and Hort e da Samuel Prideaux Tregelles, le profezie citate sono descritte come scritte "εν τω ησαια τω προφητη" (en tō Ēsaia tō prophētē, "nel libro di Isaia"), trovandosi nei manoscritti B, D, L, Δ e א, mentre il Textus Receptus riporta "εν τοις προφηταις" (en tois προφῆται, "nei profeti") in linea con altri scritti patristici.
Alcuni pensano che questo possa indicare il fatto che Marco non si sia servito di una Bibbia ebraica completa ma piuttosto abbia utilizzato un libro di citazioni per citare il passo indicato. Il teologo protestante Heinrich Meyer ha suggerito che il riferimento a Isaia sia autentico ma che fu un "fraintendimento della memoria". La citazione sembra infatti essere composta da estratti del libro dell'Esodo (23,20), Malachia (3,1) e Isaia (40,3), collegando così il vangelo di Gesù con l'Antico Testamento e anche con la figura di Giovanni Battista di cui narrerà nel suo vangelo.
Il passaggio di Malachia descrive chi deve preparare la via per Dio. Marco ha cambiato questa frase di Malachia, riferita a Elia che ritorna sulla Terra per preparare il cammino di Dio, con colui che Giovanni il Battista vede come Elia, in quanto lo spirito del profeta risiede in lui, ovvero Gesù.
Scendendo più nel dettaglio, sembra che Marco abbia preso parte di Esodo 23,20 dei Septuaginta: ιδου εγω αποστελλω τον αγγελον μου προ προσωπου σου (Brenton Ex 23:20: "Ecco, io mando un angelo davanti a te per custodirti sul cammino e per farti entrare nel luogo che ho preparato") e la combina con parte di Malachia 3,1 dei Septuaginta: επιβλεψεται οδον ([https://web.archive.org/web/20060503155758/http://www.ecmarsh.com/lxx/Malachias/Malachias%20LXX.htm Malachia 3,1: "sondate la via") per creare Marco 1,2: ιδου αποστελλω τον αγγελον μου προ προσωπου σου ος κατασκευασει την οδον σου.  Le significative differenze sono επιβλεψεται ("sondare") che viene rimpiazzato con κατασκευασει ("preparare") e il finale σου ("voi") che viene aggiunto: "Ecco, io mando il mio messaggero davanti a te, egli ti preparerà la strada" (Marco 1,2). La seguente citazione di Isaia 40,3 è specifica dei Septuaginta, comparata con Isaia 40,3: "La voce di uno che grida nel deserto, Preparate la via al Signore, segnate i passi al nostro Dio" col testo masoretico che riporta: "Hey! dice uno: 'Fate la strada nel deserto per il SIGNORE, spianate nel deserto una strada per il nostro Dio".
Tutti e quattro i vangeli utilizzano la citazione dei Septuaginta di Isaia: nel vangelo di Luca in 3,4-6, in quello di Matteo in 3,3 e in quello di Giovanni 1,23. Questa sezione di Isaia riguarda il ritorno dalla cattività babilonese, un ritorno che gli Ebrei attribuiscono all'intervento di Dio. Isaia probabilmente utilizza questo passaggio simbolico per descrivere una voglia di rinnovamento. Per questo Giovanni il Battista è indicato nello stesso vangelo come il nuovo Isaia.

## Giovanni il Battista

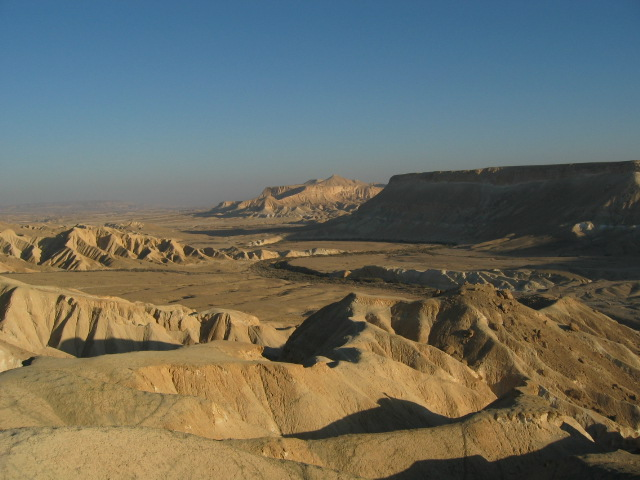
Le montagne sabbiose nel Negev

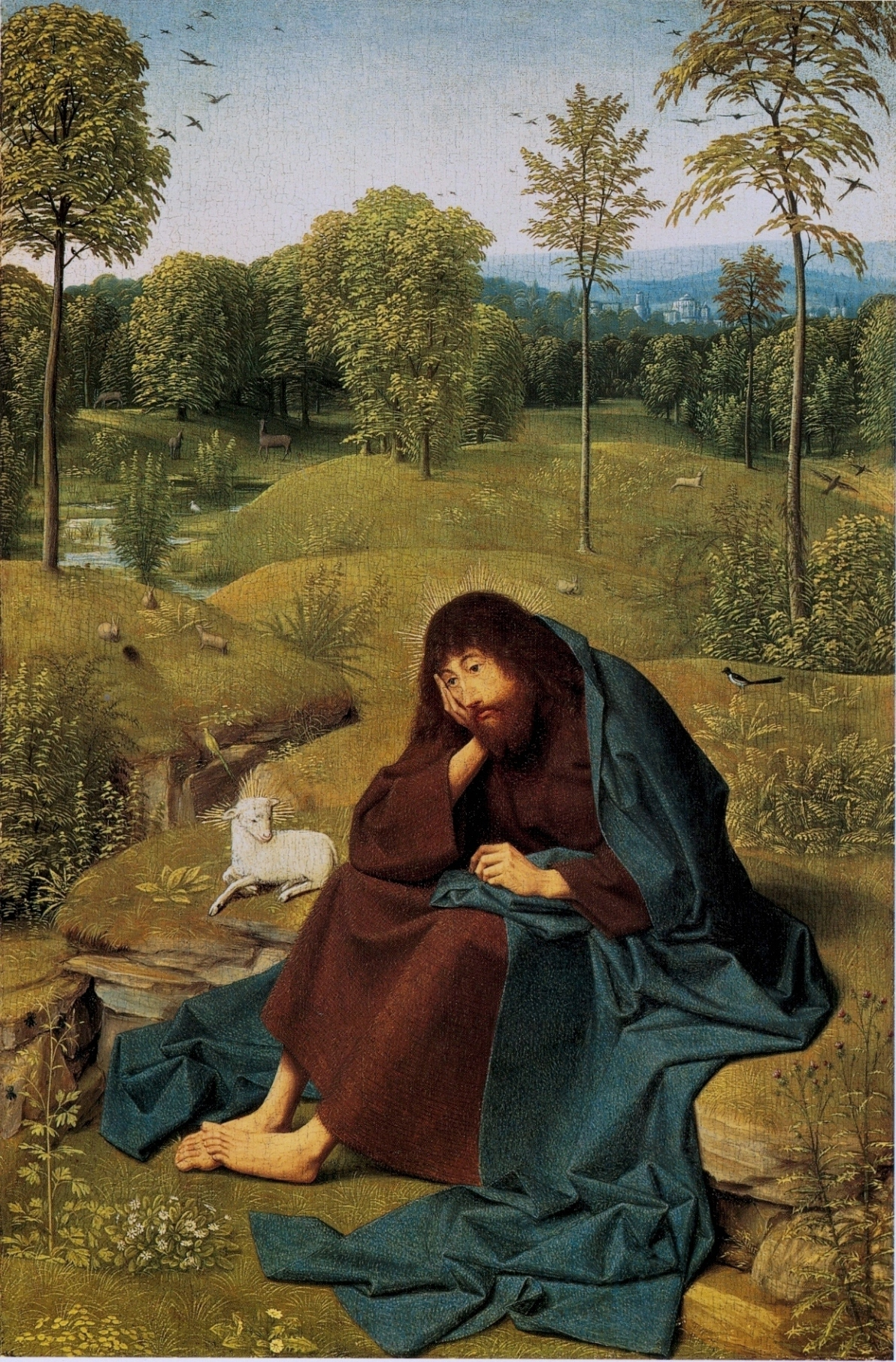
Giovanni Battista nel deserto di Geertgen tot Sint Jans

Marco descrive l'attività di Giovanni Battista mentre predica il pentimento e il perdono dei peccati nonché nell'atto di battezzare nel fiume Giordano. L'evangelista riporta come egli indossasse pelle di cammello, una cintura di pelle, e viveva cibandosi di locuste e miele selvatico. I suoi vestiti richiamano quanto descritto da Elia in 2 Re 1,8. Vi è anche la profezia circa le vere vesti del profeta nel Libro di Zaccaria 13,4. La sua dieta era probabilmente dovuta al suo desiderio di purezza e digiuno. Vi sono state delle speculazioni sul fatto che Giovanni Battista fosse un esseno, ma pure Gesù, anche se non vi sono evidenze di ciò. secondo il vangelo di Luca, Gesù e Giovanni erano parenti (Lc 1,36) e Giovanni viene descritto come un nazareno dalla nascita (Lc 1,15). Tutti i ritratti fatti del Battista lo presentano come un predicatore popolare ma ascetico.
Il ritratto che ne fa Giuseppe Flavio, a ogni modo, è differente: egli disse che Giovanni battezzava, ma non parla del perdono dei peccati e del fatto che avesse gran seguito di popolo, non facendo nemmeno menzione di Gesù nella sua descrizione. Questa differenza si vede anche in Giovanni, dove il Battista viene presentato come un messaggero del profeta Elia e araldo di colui che anche Marco giudica più importante, Gesù appunto. Secondo l'ipotesi Q Giovanni che battezza sarebbe pure stato riportato nella prima parte di quel libro.
Molte persone della Giudea e (o "in") Gerusalemme andavano a confessare i loro peccati da Giovanni e questi li battezzava. Il pietista luterano Johann Bengel ha evidenziato come "le capitali siano [spesso] pronte a seguire una nuova moda [un nuovo modo di vivere o di predicare per l'epoca]".
John tells them "Dopo di me viene uno che è più forte di me e al quale io non son degno di chinarmi per sciogliere i legacci dei suoi sandali. Io vi ho battezzati con acqua, ma egli vi battezzerà con lo Spirito Santo". Allacciare i sandali di qualcuno era un incarico comunemente svolto dagli schiavi. Cosa voglia significare il battezzare con lo Spirito Santo appare incomprensibile se si legge unicamente il vangelo di Marco, dal momento che questo è un atto che Gesù non compie mai. Giovanni 4,1-3 riporta come i discepoli (non Gesù) battezzassero come Giovanni il Battista (Atti 1,5; 1,8; 2,4; 2,38). Matteo 3,11 e Luca 3,16 specificano il battesimo con lo Spirito Santo e col fuoco.

### Versetto 8
“Io vi ho battezzati con acqua, ma egli vi battezzerà con lo Spirito Santo”
Alcuni vedono come la frase di Giovanni sia equiparabile a Esodo 23,20. Altri libri hanno rapportato tale frase a Osea 2,14 e 12,9.

## Battesimo di Gesù e tentazioni

Apparizione di Cristo al popolo, dipinto di Alexander Ivanov, 1837-57

Gesù è uno dei tanti battezzati provenienti da ogni parte, nel suo caso da Nazareth in Galilea. Giovanni, secondo Marco, battezza per il pentimento e il perdono dei peccati (Marco 1,4) e per questo molti potevano pensare che Gesù pure fosse venuto per ottenere il perdono dei peccati; ma Marco fa sottolineare allo stesso Giovanni che egli è senza peccato (Marco 1,7-8). Marco introduce anche la funzione di Giovanni di preparare la strada per Gesù, e molti vedono l'atto del battesimo come l'inizio di questo percorso di nuova predicazione. Nel vangelo di Giovanni, 1,31, l'evangelista dice che il battesimo è il suo metodo per rivelare Gesù a Israele. A ogni modo Gesù sembra seguire questa tradizione per porsi in accordo con chi è venuto prima di lui, con l'insegnamento di Giovanni il Battista, uomo giusto e inviato da Dio. La lettera agli ebrei, 4,15, riporta che Gesù era "come noi — ma senza peccato".
Marco introduce Gesù senza una storia o una descrizione precedenti, lasciando intendere che il suo pubblico abbia già sentito parlare di lui. Marco, come altri vangeli, non da una descrizione fisica di Gesù, come invece fa con Giovanni il Battista. I lettori di Marco sembrano conoscere già i due personaggi nella loro mente.
Giovanni battezza Gesù ed egli vede una teofania, i "cieli che si spalancano" (σχιζομένους, schizomenous, aperti), "e lo Spirito discendere su di lui in forma di colomba", e sente una voce che gli rivela che quegli è il figlio di Dio per l'amore che Dio ha per l'uomo, e del quale Dio si compiace. Questa visione si può ricollegare a Salmi 2,7, oltre che a Isaia 42,1. L' "apertura dei cieli" è spesso vista come l'unione, l'inizio della comunicazione tra Dio e il mondo. Ciò che sia accaduto è dibattuto dagli studiosi: secondo Luca 3,22 lo Spirito discese in forma "corporea"; Giovanni 1,32-34 riporta che Giovanni disse di aver visto lo Spirito Santo discendere su Gesù. Alcuni hanno speculato che tale evento possa essere una storia che circolava nelle prime comunità cristiane che praticavano il battesimo, sebbene il teologo francescano Robert J. Karris sia discorde con tale idea.
Alcuni hanno fatto notare che dall'inizio della sua storia sino all'episodio del battesimo di Gesù, Marco confermi la preesistenza di una relazione tra Gesù e Dio. Gesù non viene mai dichiarato figlio di Dio in nessun altro punto di questo vangelo, ma Marco non si sofferma nemmeno nel dire quando e come Gesù sia divenuto il figlio di Dio. Sia Matteo sia Luca usano la narrazione dell'infanzia di Gesù per mostrare che Gesù è veramente il figlio di Dio dal momento del suo concepimento, e Giovanni 1,1 lo addita addirittura come il Logos, il "verbo di Dio" dal momento della creazione.
La voce dal cielo definisce Gesù come l'"amato". Alcuni hanno visto un legame tra questa descrizione e quella di Isacco nel libro della Genesi, 22, dove Abramo mostra la sua devozione a Dio nella sua volontà di abbandonarsi alla sua volontà sacrificando il suo unico figlio, e pertanto Dio mostra il suo amore per l'umanità ora sacrificando il proprio figlio, Gesù. Vi è anche un possibile collegamento con l'amato servo di Dio citato da Isaia 42,1-7, 49,1-6, 50,4-11, 52,13 e 53,12.

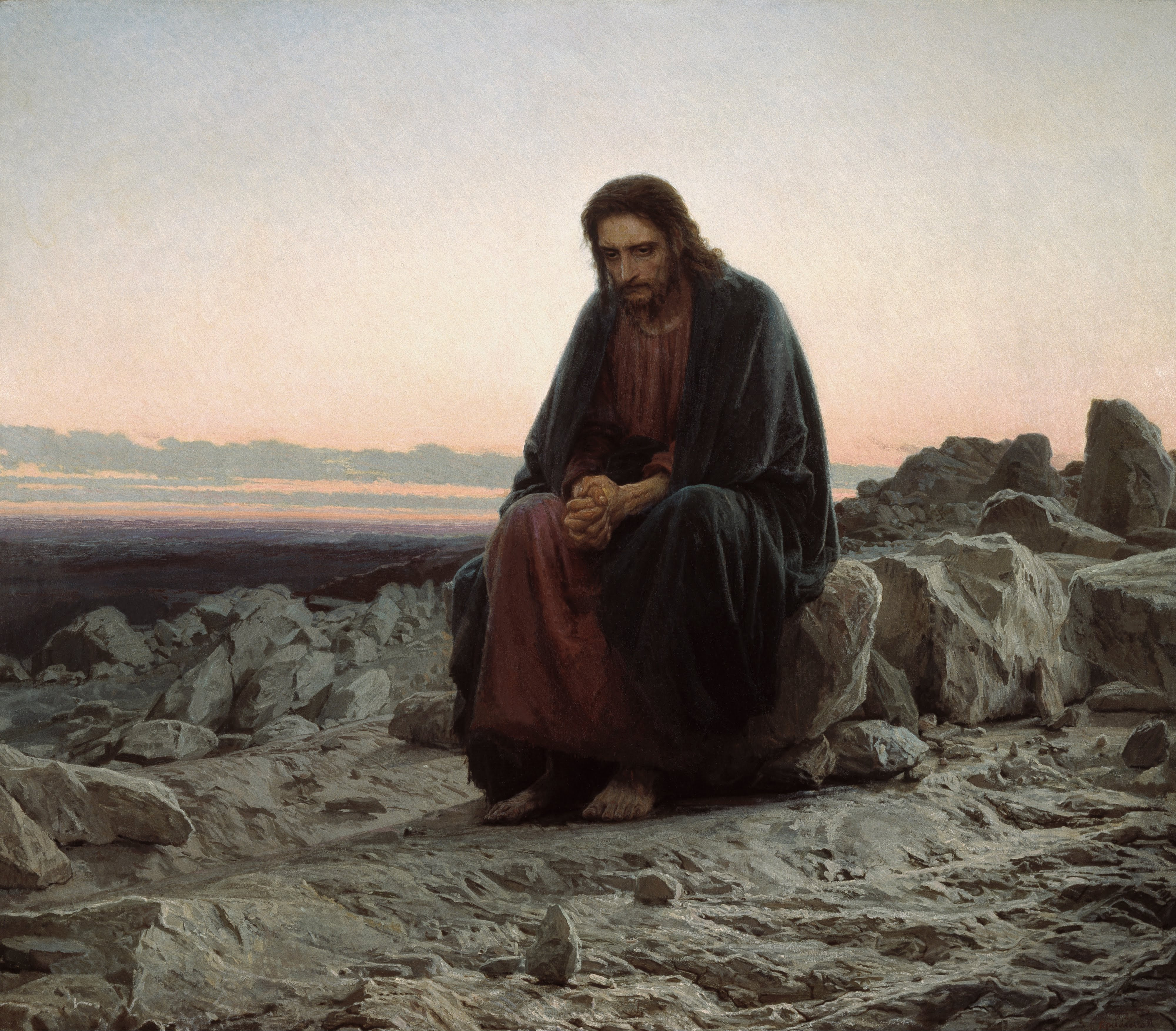
Cristo nel deserto di Ivan Kramskoi

E' lo Spirito Santo a mandare poco dopo Gesù nel deserto per essere tentato da Satana per quaranta giorni. Quaranta è un numero ricorrente nella Bibbia, come il numero dei giorni dell'alluvione di Noè di Genesi, 7 e i quarant'anni passati dagli israeliti nel deserto durante l'Esodo. Elia trascorse anch'egli quaranta giorni e quaranta notti viaggiando verso il monte Horeb in 1 Re 19,8. A differenza di Matteo 4,1-11 e Luca 4,1-13 il numero delle tentazioni o quali esse siano non è descritto. Maro riporta che furono degli angeli a indirizzare Gesù. Karris parla di questi angeli in relazione a Salmi 91,11-13.
Giovanni viene imprigionato, presumibilmente da Erode Antipa. Marco usa il termine paradothēnai per descrivere il fatto che Giovanni sia ormai spacciato, il medesimo termine utilizzato da Marco per descrivere Gesù al momento del suo arresto prima della Passione. Marco ha già così posto in evidenza due temi, il potere di Gesù che gli deriva dal favore di Dio, in contrasto con Satana.

## La chiamata dei primi quattro discepoli

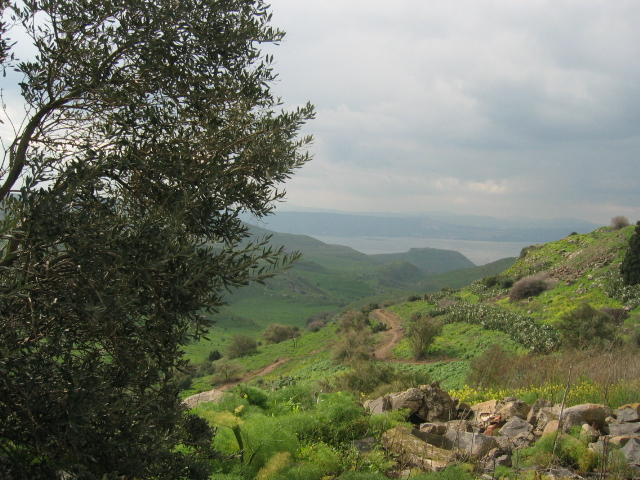
Il paesaggio in Israele del nord

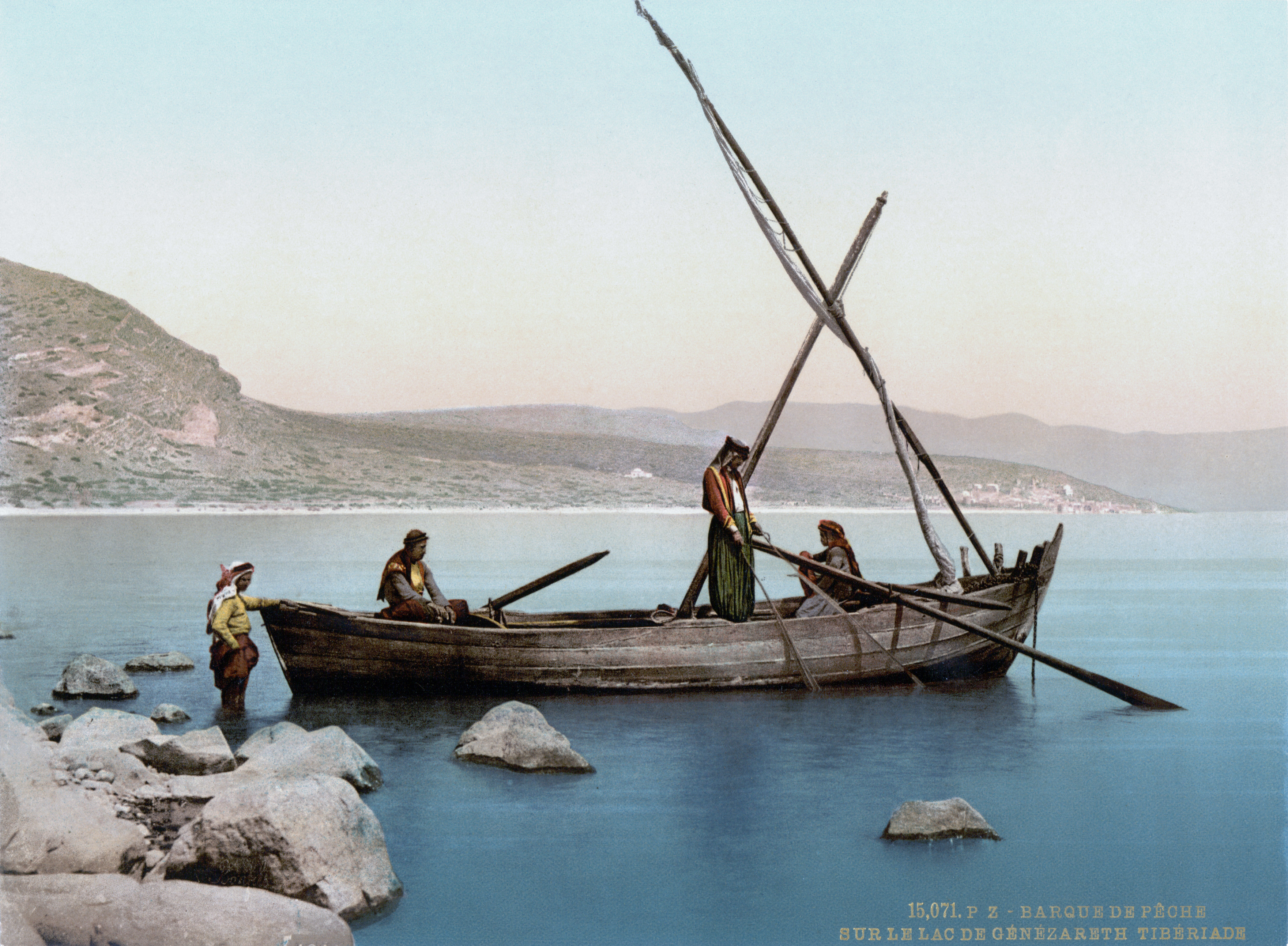
Pescatori nel Mare di Galilea, 1890-1900

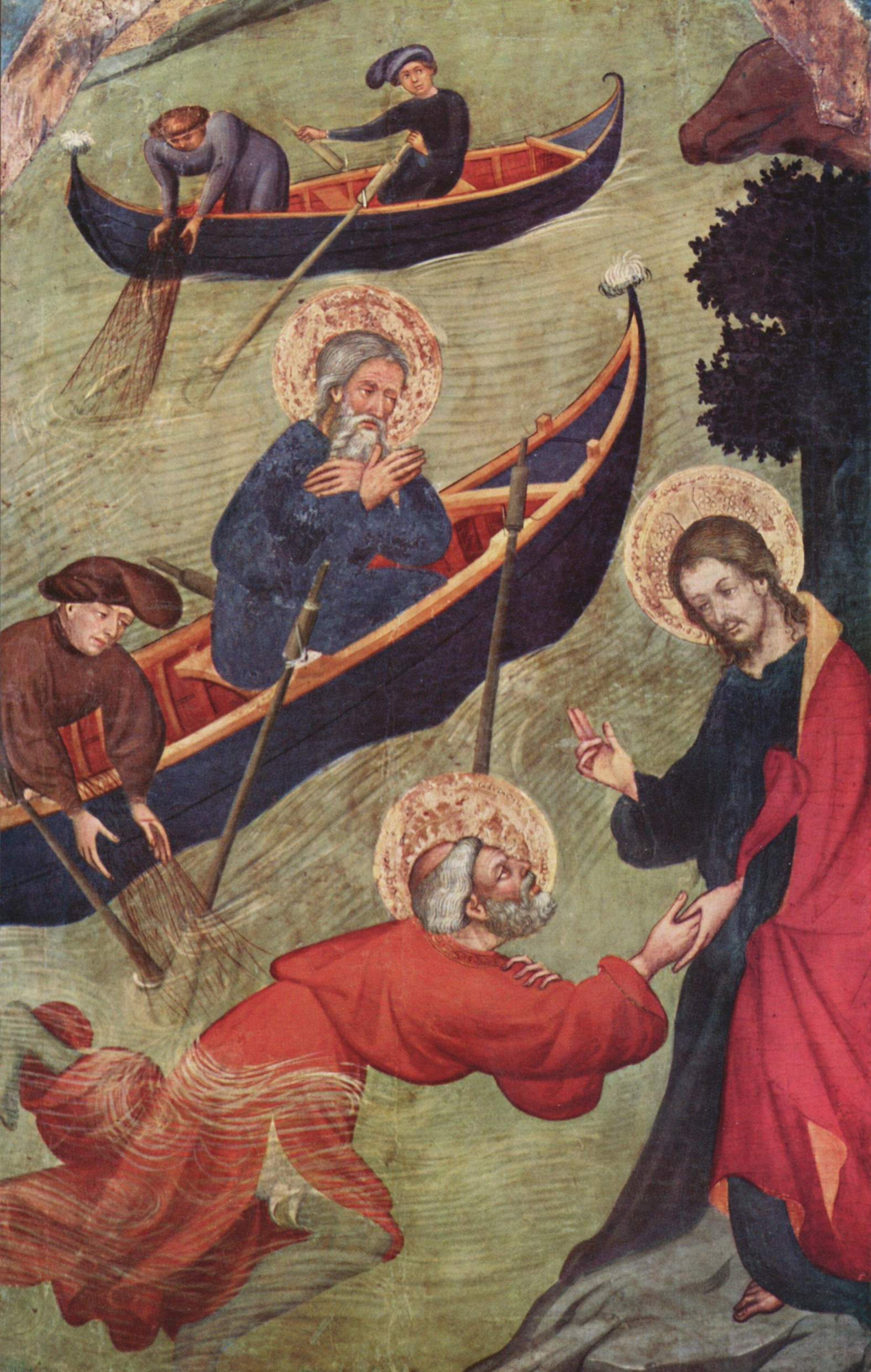
Gesù salva pietro dalle acque, dipinto di Luis Borrassá, c.1400

### Versetti 14–15
Dopo che Giovanni fu arrestato, Gesù si recò nella Galilea predicando il vangelo di Dio e diceva: «Il tempo è compiuto e il regno di Dio è vicino; convertitevi e credete al vangelo»
- "Regno di Dio": è il principale tema dell'insegnamento di Gesù e del dibattito tra gli interpreti e gli studiosi dei vangeli, con contrasti in particolar modo sul modo di intendere la natura del regno (terreno, celeste o entrambi) e il suo arrivo (imminente, futuro o entrambi) come del resto la relazione tra il regno di Dio e Gesù stesso.[28]
- "E' vicino": o "è a portata di mano", "sta arrivando"

Gesù si porta quindi in Galilea, predicando che "il regno di Dio è vicino (ēngiken). Pentitevi e credete al vangelo (euangelion)!" Il regno di Dio può essere visto come un luogo sia fisico sia spirituale. Esso può essere traslato anche come il "governo imperiale di Dio", a indicare la potenza di Dio su tutte le cose. Il vangelo è visto non solo come un messaggio di Dio ma anche come la riprova delle sue azioni. Gesù qui è il collegamento tra la venuta di Dio e il termine ēngiken che alcuni hanno interpretato come "vicino" oppure "che arriverà in futuro", mentre altri hanno inteso "prossimo" ovvero "imminente" e quindi che si tratti di Gesù stesso. Questi temi si ricollegano al pentimento, al cambiamento dei cuori, e al credere. Pentimento e preghiera sono secondo Gesù i desideri di Dio.
Gesù si spinge sino al Mare di Galilea e vi trova Simone (che egli rinominerà in aramaico Cefa, ovvero roccia, tradotto in latino in petra da cui Pietro) in Marco 3,16 e suo fratello Andrea. Questi stanno pescando, un lavoro molto comune nella regione. Qui egli pronuncia la famosa frase "Venite con me... e vi farò pescatori di uomini." Alcuni hanno fatto notare come lo status di pescatore sia metaforico, basato su Geremia 16,16, ma Karris ha notato che la loro occupazione storicamente provata è nell'intento di Marco il modo per provare che non vi è alcun costo nel divenire discepolo di Gesù e che si può continuare la propria attività anche se in maniera diversa. Andrea era già stato discepolo di Giovanni Battista secondo il vangelo di Giovanni. In tutto il vangelo di Marco, egli compare solo tre volte, in questo punto, in Marco 3,18 e in Marco 13,3. Lui e suo fratello lo seguono, seguiti poi da Giacomo e da Giovanni (che vengono definiti "figli del tuono" in Marco 3,17), i quali aderiscono al gruppo lasciando il loro padre Zebedeo sulla barca con le reti. Pietro, Giacomo e Giovanni avranno un ruolo preminente in tutto il vangelo di Marco. L'evangelista Marco dice che essi lo seguirono senza far domande e Gesù non dovette insistere per ottenere la loro fiducia. Kilgallen ha fatto notare come una chiamata di tale importanza non poteva essere così improvvisa, ma che fu probabilmente preceduta da un incontro, ma Marco taglia corto su questa fase per enfatizzare ancora di più la devozione pressoché totale degli apostoli nei confronti di Gesù. Giovanni a sua volta convincerà Nathaniel a entrare nel gruppo.
Marco riporta che essi disponevano di reti al versetto 16 e che Zebedeo era pure impegnato con altri uomini nella pesca (Marco 1,20). Karris ha fatto notare come questo provi che il gruppo disponeva di denaro e pertanto aveva anche un'educazione appropriata, con una conoscenza adeguata della Bibbia ebraica. Altri puntano ad Atti 4,13 per mostrare come il gruppo non avesse istruzione scolare, ma Karris ha suggerito che tale lettura è troppo letterale.
Giovanni 1,35-51 precisa pure che Andrea e altri erano già seguaci di Giovanni il Battista e decidono di seguire Gesù dopo che il Battista l'ha definito l'"Agnello di Dio". Sono loro a portare Simone da Gesù, il quale gli impone il nome aramaico di Cefa, che significa roccia (in latino petra, da cui Pietro). Filippo e Nathaniel sono chiamati in seconda battuta, come pure Giacomo e Giovanni. La chiamata dei discepoli si trova anche in Luca 5,1-11 e in Matteo 4,18-22.

### Versetto 16
Passando lungo il mare della Galilea, vide Simone e Andrea, fratello di Simone, mentre gettavano le reti in mare; erano infatti pescatori.
Lo studioso Bauckham ha fatto un'interessante osservazione sul nome di Pietro nel vangelo di Marco:
- Il nome viene menzionato per la prima volta in questo versetto.
- È il primo dei discepoli a essere indicato per nome
- Marco usa il nome "Simone" sino a 3,16 quando Gesù gli cambia il nome in "Pietro"
- La presenza di 'Simone' in questo versetto (prima volta nel vangelo di Marco) e di 'Pietro' in Marco 16,7 (ultima citazione nel vangelo di Marco) è una inclusio letterale di un testimone, indicando che Pietro è considerato un testimone di tutta la vicenda personale di Gesù dagli albori alla fine.[35]

## Gesù a Cafarnao e in Galilea

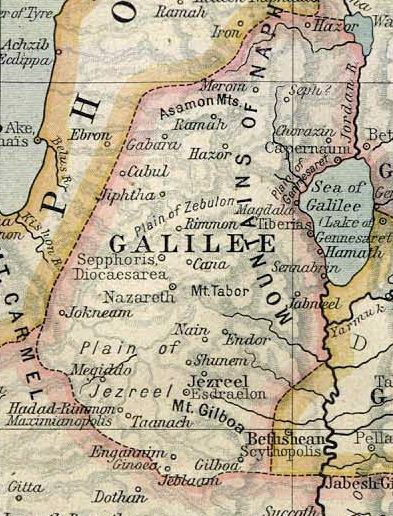
Una mappa del 1923 che mostra la Galilea nel 50 d.C. circa. Cafarnao è in alto a destra, mentre Nazareth si trova al centro

Gesù e i quattro si portano a Cafarnao, che Marco dispone come il primo centro di attività di Gesù e luogo dei suoi insegnamenti nella locale sinagoga il giorno di sabato. In Marco 9,5, durante la trasfigurazione di Gesù, Marco utilizza il termine tecnico ῥαββί, rabbi, che significa maestro in ebraico, insegnante della legge di Mosè, come pure rabbunì in aramaico. Con la qualifica di maestro e i suoi discepoli, Gesù può quindi dare il via alla proclamazione del regno di Dio. Marco non riporta il pensiero di Gesù che egli evidentemente reputa superfluo da indicare in questo punto oppure perché non lo conosce. Alcuni archeologi credono che le rovine ritrovate della sinagoga di Cafarnao possano essere quelle effettivamente dove Gesù insegnò. Chiunque potesse vantare una sufficiente conoscenza delle scritture del resto poteva predicare nelle sinagoghe. Marco dice che le persone pensavano di Gesù che insegnasse "con autorità", cosa che invece gli scribi non credevano possibile. L'unica autorità che Gesù sembra però mostrare nel vangelo di Marco è la propria. Secondo Giovanni 2, Gesù aveva preso parte alle nozze di Cana prima di portarsi a Cafarnao, ma Marco non fa menzione dell'episodio.
Egli dunque esegue un esorcismo su un uomo posseduto dal demonio. Curare le persone, in particolare gli indemoniati, è un altro dei metodi principali che Gesù usa per il suo ministero nel vangelo di Marco. Il demone riconosce Gesù come "il Santo di Dio", ed è questa la prima volta in cui le forze soprannaturali che lo sfidano ne riconoscono la vera identità. Gesù dice semplicemente "Zitto ed esci da lui!", guarendo l'uomo con la sola sua parola. Le persone rimangono meravigliate. Il potere della parola di Gesù sui demoni è quello che Marco cerca di dimostrare al suo pubblico in questo passo. Mostrando gli insegnamenti di Gesù prima del suo esorcismo, Marco pone anche l'accento sul ministero di Gesù come più importante dei suoi miracoli.
Diverse erano anche all'epoca le persone che si dichiaravano in grado di svolgere degli esorcismi e per questo molti che si opponevano al cristianesimo bollavano Gesù come l'ennesimo mago o istrione. Gran parte degli esorcisti descritti all'epoca erano un modo in cui l'esorcista convinceva il demone di avere più poteri di lui, ma quello non è un metodo che Gesù utilizza. Parallelismi si trovano nella storia culturale ellenica di esorcismi che spesso sono associati ad altre situazioni di malessere che però qui non sembrano manifestarsi. John P. Meier ha notato una chiara distinzione tra i fatti del vangelo e altri fatti di maghi dell'epoca.

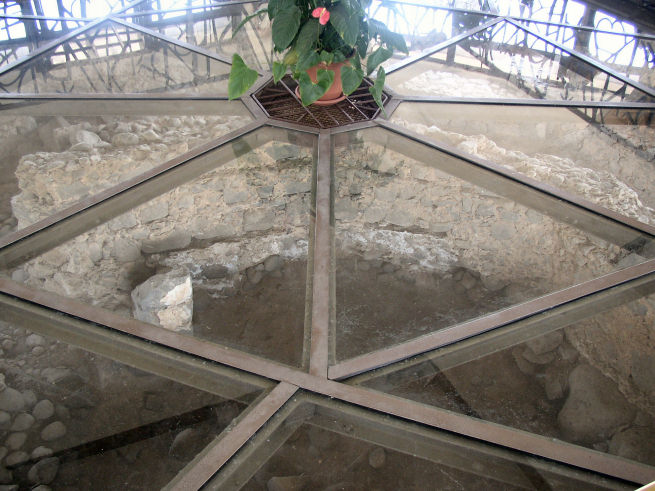
Le rovine della casa di San Pietro sotto l'attuale chiesa cattolica omonima di Cafarnao

Il gruppo si sposta quindi alla casa di Pietro e Andrea per guarire la madre della moglie di Pietro. La casa si trovava presumibilmente vicina alla sinagoga e la moglie di Pietro, da subito, si propone di aiutare gli ospiti nella sua casa, come era in uso nella cultura ebraica del tempo. Marco utilizza il termine geiren, "alzarsi", per descrivere la cura che Gesù opera sulla donna, seguito da diēkonei, "lei serviva", che alcuni hanno visto come il messaggio di servire Gesù in quanto figlio di Dio. La storia della suocera di Pietro è evidentemente sopravvissuta anche nelle prime comunità cristiane proprio per la popolarità di Pietro.
Pietro è indicato qui chiaramente come avente moglie in quanto viene detto che Gesù ne guarisce la suocera. San Paolo dice che altri apostoli oltre a Pietro avevano delle mogli, ma non lui (1 Cor 9,5).
Marco sposta quindi lo scenario di notte e il giorno dopo la parola delle opere di Gesù si è sparsa e le persone iniziano a portargli i malati e i posseduti da curare, cosa che egli fa. Marco dice che l'"intera città" si portò da Gesù, il che è probabilmente una esagerazione. Sia Luca sia Matteo citano la presenza di "molte persone". I demoni che lasciano i corpi da loro infestati non possono comunicare alla gente chi Gesù sia, tema ricorrente nel vangelo di Marco che viene definito "segreto messianico".
Egli quindi lascia la città la mattina presto per una preghiera in solitaria. Maro riporta letteralmente πρωι εννυχον λιαν (prōi ennycha lian, "molto presso, quasi ancora notte", una descrizione temporale complessa che impiega tre avverbi. I discepoli lo trovano e gli dicono che tutti lo stavano cercando. Egli dice: "Andiamo da qualche parte", che poi s'intende nei villaggi vicini dove egli pure predicherà. Gesù riporta anche "Per questo sono venuto al mondo", usando la parola εξηλθον (exēlthon), col prefisso ex che focalizza sul luogo da dove è venuto, mentre altri ritengono significhi l'origine del mandato divino di Gesù o forse il rifiuto di Cafarnao. Egli si dedica dunque a viaggiare in tutta la Galilea per predicare e guarire.
Gesù guarisce un lebbroso che gli viene portato e da lui guarito. Gesù gli dice di mostrarsi ai sacerdoti e di offrire sacrifici secondo la legge di Mosè (Levitico 13-14), ma di non mostrare alle persone ciò che egli ha compiuto per lui. Gesù qui sembra rivolgere una particolare importanza alla legge mosaica, dimostrando di essere innanzitutto rispettoso dell'Antico Testamento, pur rappresentando qualcosa di nuovo rispetto a esso. Questo episodio viene riportato anche nel vangelo di Egerton 2,1-4. Ancora una volta questo tacere i poteri di Gesù viene visto come un "segreto messianico" anche se è lo stesso Gesù a dire all'uomo di mostrarsi subito ai sacerdoti. La lebbra poteva portare a non pochi problemi della pelle, tra cui la psoriasi e per questo Marco dice che Gesù ebbe "compassione" dell'uomo, anche se alcuni manoscritti citano anche il fatto che Gesù fosse irato con l'uomo nel dover intervenire su di lui. Marco, per quanto mostri la rabbia di Gesù anche in altri punti del suo vangelo come Marco 3,5 e l'incidente al tempio di Gerusalemme, sembra qui indicare altro. Lo studioso Bruce Metzger nel suo Textual Commentary on the Greek NT ha postulato una possibile "confusione tra parole simili in aramaico (si veda anche nel siriano ethraham, "avere pietà," con ethra'em, "essere arrabbiato")." La rabbia di Gesù sembrerebbe motivata dal fatto che l'uomo vuole rivelare la notizia a tutti, aumentando così la popolarità di Gesù stesso. La risposta dei sacerdoti, invece, non viene riportata da Marco né da altri.

## Versetto 45
Il capitolo si conclude con Gesù che torna dal luogo "deserto" o "solitario", επ ερημοις τοποις, ep eremois topois, menzionato anche nel capitolo 1,3-4; 12-13; 35; 45, ma ancora una volta seguito da una schiera di persone.